# Киранский солеваренный завод
Киранский солеваренный завод — ныне несуществующее промышленное предприятие.

## История завода
Завод основан на Киранском озере у курорта Киран преподавателями Троицкосавского реального училища Я. П. Смирницким и инженер-технологом К. И. Заневским. Добыча поваренной соли здесь началась в 1880 году.
Селенгинский солеваренный завод не удовлетворял потребностей региона. Соль привозили из Иркутска.
Я. П. Смирницкий и К. И. Заневский арендовали у киранских казаков озеро на 21 год, и в 1877 году подали прошение о разрешении построить солеваренный завод в Иркутское Акцизное Управление, в ведении которого находились соляные источники. Разрешение на строительство было получено только в 1882 году, после вступления в должность нового генерал-губернатора Восточной Сибири Д. Г. Анучина. 18 декабря 1882 года казна заключила с Заневским и Смирницким контракт на отдачу им в аренду на 25 лет Киранского соляного озера. В первые 10 лет предприниматели были освобождены от арендной платы. По окончании срока аренды, завод со всеми постройками должен был перейти в собственность казны.
Всё оборудование для завода привозили из Москвы, что было дорого и занимало много времени. Часть процессов осталась немеханизированной — на конской тяге. Из-за постоянной нехватки рабочих широко использовали труд каторжных. Несмотря на введение насосов, приводившихся в движение лошадьми, как отмечает Л. П. Кузьмина «условия труда оставались невыносимыми». С. В. Максимов в работе «Сибирь и каторга» описывает помещение, в котором варилась соль, которое было «черно, грязно, старо, грубо. Воздух в нём насыщался соляными парами и становился настолько тяжёлым, разъедающим лицо и руки, что рабочие время от времени вынуждены были выходить на улицу, чтобы глотнуть свежего воздуха». Очевидец так описывает положение рабочих на Киранском солеваренном заводе: «Количество рабочих часов у них неопределенно. Но вообще выходят с заходом и заканчивают с закатом. Некоторые из рабочих работают и живут на заводе с самого его основания».
С 1883 по 1885 год кроме зданий завода были построены: склады, два конных привода, мыловаренный и свечной заводы, кирпичный завод мощностью 20 тысяч кирпичей, кузнечная и слесарные мастерские, кухня, амбары, сараи, конюшня, баня, ледник, жилые дома. Завод начал работать в 1885 году. Завод вываривал соль с октября по май. Летом заготавливался рассол в специальных бассейнах, ремонтировалось оборудование, запасались дрова и сено.
В первый год существования завода было добыто всего 1500 пудов соли. Максимум производства достиг в 1895 году — 31000 пудов. Производство соли не увеличивалось из-за отсутствия у арендаторов оборотного капитала, недостатка земли и топлива. После этого началось постепенное падение производительности, которая в 1921 году составила 9800 пудов.
Оборудование завода на озере состояло из девяти колодцев, глубиной от 2 до 3 саженей с насосными сооружениями, имелись бассейны, варницы, печи, жилые строения.
В мае 1887 года единственным владельцем и арендатором остался Смирницкий. Заневский уступил Смирницкому свои права на завод в обмен на получение побочных продуктов производства — горьких натровых солей, из которых на небольшом заводике он начал вырабатывать каустическую соду. Новое производство разместилось на берегу реки Чикой в семи верстах от Киранского завода.
Работа Киранского завода позволила снизить цены на соль в Троицкосавске с 2,40 рублей за пуд до 70 — 80 копеек за пуд. Соль Киранского завода продавалась в Верхнеудинске и Чите. Киранская соль имела более высокое содержание чистого хлористого натрия (99,07 %), чем соль Иркутского казенного солеваренного завода (96, 20 %), Поротовой в Усолье (92,25 %) и Селенгинского завода (91,91 %).
Следующим владельцем после Смирницкого был Торговый Дом «Коковин и Басов». В 1921 году завод был национализирован. В 1922 году начался ремонт оборудования завода, произведена частичная электрификация. К 1924 году производство соли выросло до 30000 пудов.
В декабре 1923 года началось строительство завода каустической соды с ежегодной производительностью в 10000 пудов.